# Real Oviedo

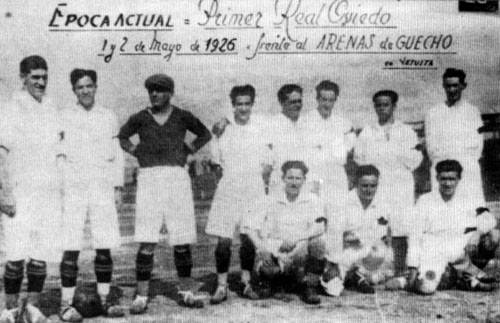
Team van 1926

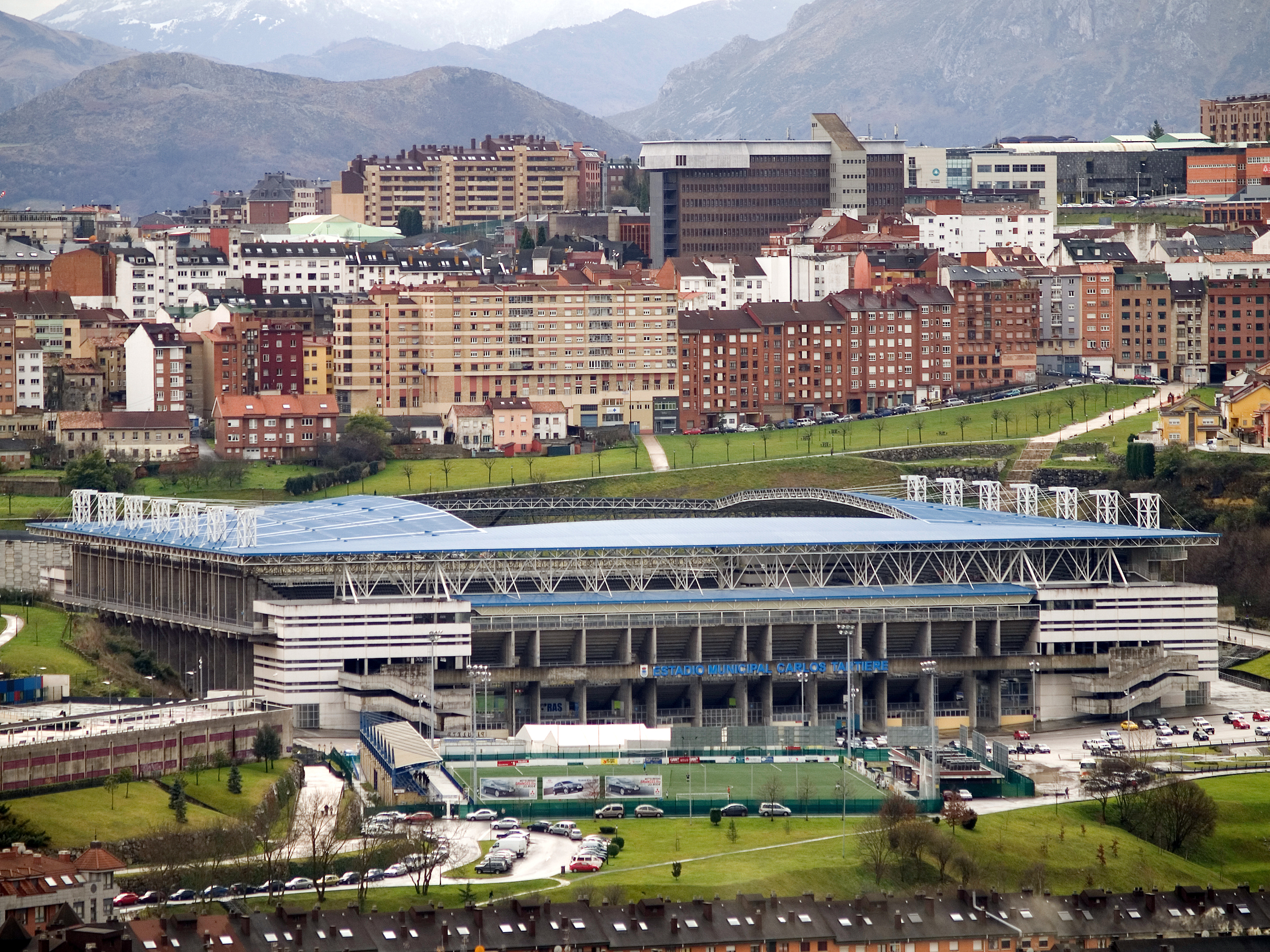
Stadion van Real Oviedo

Real Oviedo, S.A.D. is een Spaanse voetbalclub uit Oviedo in Asturië. De club speelt in een blauw shirt, witte broek en witte sokken. Thuisstadion is het Nuevo Carlos Tartiere dat een capaciteit heeft van 30.500 plaatsen.

## Geschiedenis
Real Oviedo werd opgericht op 26 maart 1926 en is al vanaf 1928 aanwezig in het professionele voetbal. Jarenlang (in totaal 38 seizoenen) speelde Real Oviedo in de Primera División met een zesde plaats in het seizoen 1990/1991 als beste resultaat. In 2001 degradeerde de club voor de zesde keer naar de Segunda División A. In 2002/03 volgde een dubbele degradatie: sportief naar de Segunda División B en vanwege financiële problemen zelfs naar de Tercera División. De club promoveerde na twee seizoenen in 2005 weer naar de Segunda División B, maar nadat Real Oviedo in 2007 op de negentiende plaats was geëindigd, zakte de club weer af naar de Tercera División. Twee jaar later, in 2009, keerde de club terug in de Segunda B. In het seizoen 2014/15 promoveerde de club naar de Segunda Divisón.
Nadat ze in het reguliere seizoen 2024/25 als derde waren geëindigd, verzekerde Oviedo zich op 21 juni 2025 voor het eerst in 24 jaar van promotie naar La Liga door CD Mirandés na verlenging met 3-1 te verslaan in de return van de finale van de play-offs.

## Erelijst
- Segunda División A

1932/33, 1951/52, 1957/58, 1971/72, 1974/75
- Segunda División B

2014/15
- Tercera División

2003/04, 2004/05, 2007/08, 2008/09

## Eindklasseringen
- 1941 8e
Primera División
- 1942 11e
Primera División
- 1943 6e
Primera División
- 1944 4e
Primera División
- 1945 4e
Primera División
- 1946 5e
Primera División
- 1947 8e
Primera División
- 1948 9e
Primera División
- 1949 5e
Primera División
- 1950 14e
Primera División
- 1951 6e
Segunda División
- 1952 1e
Segunda División
- 1953 9e
Primera División
- 1954 15e
Primera División
- 1955 2e
Segunda División
- 1956 2e
Segunda División
- 1957 4e
Segunda División
- 1958 1e
Segunda División
- 1959 11e
Primera División
- 1960 6e
Primera División
- 1961 13e
Primera División
- 1962 10e
Primera División
- 1963 3e
Primera División
- 1964 14e
Primera División
- 1965 15e
Primera División
- 1966 4e
Segunda División
- 1967 5e
Segunda División
- 1968 6e
Segunda División
- 1969 11e
Segunda División
- 1970 7e
Segunda División
- 1971 14e
Segunda División
- 1972 1e
Segunda División
- 1973 12e
Primera División
- 1974 18e
Primera División
- 1975 1e
Segunda División
- 1976 16e
Primera División
- 1977 5e
Segunda División
- 1978 17e
Segunda División
- 1979 2e
Segunda División B
- 1980 11e
Segunda División
- 1981 10e
Segunda División
- 1982 16e
Segunda División
- 1983 12e
Segunda División
- 1984 13e
Segunda División
- 1985 16e
Segunda División
- 1986 8e
Segunda División
- 1987 16e
Segunda División
- 1988 4e
Segunda División
- 1989 12e
Primera División
- 1990 11e
Primera División
- 1991 6e
Primera División
- 1992 11e
Primera División
- 1993 16e
Primera División
- 1994 9e
Primera División
- 1995 9e
Primera División
- 1996 14e
Primera División
- 1997 17e
Primera División
- 1998 18e
Primera División
- 1999 14e
Primera División
- 2000 16e
Primera División
- 2001 18e
Primera División
- 2002 7e
Segunda División
- 2003 21e
Segunda División
- 2004 1e
Tercera División
- 2005 1e
Tercera División
- 2006 7e
Segunda División B
- 2007 19e
Segunda División B
- 2008 1e
Tercera División
- 2009 1e
Tercera División
- 2010 2e
Segunda División B
- 2011 8e
Segunda División B
- 2012 6e
Segunda División B
- 2013 3e
Segunda División B
- 2014 5e
Segunda División B
- 2015 1e
Segunda División B
- 2016 9e
Segunda División
- 2017 8e
Segunda División
- 2018 7e
Segunda División
- 2019 8e
Segunda División
- 2020 15e
Segunda División
- 2021 13e
Segunda División
- 2022 7e
Segunda División
- 2023 8e
Segunda División
- 2024 6e
Segunda División
- 2025 3e
Segunda División

- Primera División
- Segunda División
- Segunda División B
- Tercera Federación

## Oviedo in Europa
#Q = #kwalificatieronde, #R = #ronde, T/U = Thuis/Uit, W = Wedstrijd, PUC = punten UEFA coëfficiënten .
Uitslagen vanuit gezichtspunt Real Oviedo
| Seizoen                                                    | Competitie | Ronde | Land            | Club      | Totaalscore | 1e W    | 2e W    | PUC |
| ---------------------------------------------------------- | ---------- | ----- | --------------- | --------- | ----------- | ------- | ------- | --- |
| 1991/92                                                    | UEFA Cup   | 1R    | Vlag van Italië | Genoa CFC | 2-3         | 1-0 (T) | 1-3 (U) | 2.0 |
| Totaal aantal behaalde punten voor UEFA coëfficiënten: 2.0 |            |       |                 |           |             |         |         |     |

## Bekende spelers

### Spanjaarden
- Santi Cazorla
- Luis Aragonés
- César Martín
- Cristóbal
- Esteban Andrés
- Iván Iglesias
- Sergio Santamaría
- Juan Carlos Unzué
- Michu
- Juan Manuel Mata

### Overig
- Marius Lăcătuş
- Paulo Bento
- Thomas Christiansen
- Gert Claessens
- Julio Dely Valdés
- Peter Møller
- Viktor Onopko
- Robert Prosinečki
- Abel Xavier
- Maximiliano Rodríguez
- José Salomón Rondón
- Mitko Stojkovski

## Bekende trainers
- Radomir Antić
- Javier Irureta